# Municipio de Fordyce
El municipio de Fordyce (en inglés: Fordyce Township) es un municipio ubicado en el condado de Dallas en el estado estadounidense de Arkansas. En el año 2010 tenía una población de 4597 habitantes y una densidad poblacional de 56,35 personas por km².

## Geografía
El municipio de Fordyce se encuentra ubicado en las coordenadas 33°50′20″N 92°25′31″O / 33.83889, -92.42528. Según la Oficina del Censo de los Estados Unidos, el municipio tiene una superficie total de 81.57 km², de la cual 81.5 km² corresponden a tierra firme y (0.1%) 0.08 km² es agua.

## Demografía
Según el censo de 2010, había 4597 personas residiendo en el municipio de Fordyce. La densidad de población era de 56,35 hab./km². De los 4597 habitantes, el municipio de Fordyce estaba compuesto por el 47.86% blancos, el 48.94% eran afroamericanos, el 0.5% eran amerindios, el 0.24% eran asiáticos, el 0.02% eran isleños del Pacífico, el 1.26% eran de otras razas y el 1.17% pertenecían a dos o más razas. Del total de la población el 2.7% eran hispanos o latinos de cualquier raza.